# انیاکی الژالده
انیاکی الژالده (انگلیسی: Iñaki Elejalde؛ زادهٔ ۲۰ ژانویهٔ ۱۹۹۹) بازیکن فوتبال است.
از باشگاه‌هایی که در آن بازی کرده‌است می‌توان به باشگاه فوتبال لاس پالماس اشاره کرد.